# Lymantriades xanthosoma
Lymantriades xanthosoma är en fjärilsart som beskrevs av George Francis Hampson 1910. Lymantriades xanthosoma ingår i släktet Lymantriades och familjen tofsspinnare. Inga underarter finns listade i Catalogue of Life.